# Września Wąskotorowa
Września Wąskotorowa – dawna stacja kolei wąskotorowej (Wrzesińska Kolej Powiatowa) we Wrześni, w województwie wielkopolskim, w Polsce.